# The Early Chapters of Revelation
Albums de Therion
Deggial
(2000) Secret of the Runes
(2001)
The Early Chapters of Revelation est la première compilation du groupe suédois de death metal symphonique Therion, publié le 27 novembre 2000 en Europe et le 17 avril 2001 aux États-Unis par Nuclear Blast. Elle contient les versions remastérisées des trois premiers albums du groupe (Of Darkness... - Beyond Sanctorum - Symphony Masses: Ho Drakon Ho Megas).

## Liste des chansons
| 1.  | The Return                            | 5:15 |
| 2.  | Asphyxiate with Fear                  | 4:00 |
| 3.  | Morbid Reality                        | 6:05 |
| 4.  | Megalomaniac                          | 4:10 |
| 5.  | A Suburb to Hell                      | 4:47 |
| 6.  | Genocidal Raids                       | 5:15 |
| 7.  | Time Shall Tell                       | 5:07 |
| 8.  | Dark Eternity                         | 4:45 |
| 9.  | A Suburb to Hell (démo)               | 5:19 |
| 10. | Asphyxiate with Fear (démo)           | 4:41 |
| 11. | Time Shall Tell (version non publiée) | 4:06 |
| 12. | Dark Eternity (version non publiée)   | 4:19 |

| 1.  | Future Consciousness                 | 5:00  |
| 2.  | Pandemonic Outbreak                  | 4:21  |
| 3.  | Cthulhu                              | 6:12  |
| 4.  | Symphony of the Dead                 | 6:49  |
| 5.  | Beyond Sanctorum                     | 2:36  |
| 6.  | Enter the Depths of Eternal Darkness | 4:46  |
| 7.  | Illusions of Life                    | 3:20  |
| 8.  | The Way                              | 11:06 |
| 9.  | Paths                                | 2:03  |
| 10. | Tyrants of the Damned                | 3:43  |
| 11. | Cthulhu (démo)                       | 6:10  |
| 12. | Future Consciousness (démo)          | 5:07  |
| 13. | Symphony of the Dead (démo)          | 6:13  |
| 14. | Beyond Sanctorum (démo)              | 2:29  |

| 1.  | Baal Reginon                                            | 2:11 |
| 2.  | Dark Princess Naamah                                    | 4:18 |
| 3.  | A Black Rose (Covered with Tears, Blood and Ice)        | 4:01 |
| 4.  | Symphoni Drakonis Inferni                               | 2:33 |
| 5.  | Dawn of Perishness                                      | 5:51 |
| 6.  | The Eye of Eclipse                                      | 5:01 |
| 7.  | The Ritual Dance of the Yezidis                         | 2:08 |
| 8.  | Powerdance                                              | 3:06 |
| 9.  | Procreation of Eternity                                 | 4:05 |
| 10. | Ho Drakon Ho Megas : The Dragon Throne/Fire and Ecstasy | 4:19 |